# Hipomenorrea
La hipomenorrea, también conocida como períodos escasos, es una menstruación anormalmente escasa. Es lo contrario de la hipermenorrea o menorragia.

## Consideraciones generales
En algunas mujeres puede ser normal tener menos sangrado durante la fase menstrual del ciclo sexual, pudiendo ser esta característica de origen genético. El embarazo se puede producir con normalidad con este flujo menstrual disminuido y la incidencia de infertilidad es la misma que en mujeres con un flujo menstrual normal. Una menstruación escasa constitucional probablemente puede explicarse mejor por la presencia de un desarreglo inusual o una insensibilidad relativa del aparato vascular endometrial.
Por otra parte, la disminución del flujo menstrual es un efecto secundario común de los métodos anticonceptivos hormonales, como son los anticonceptivos orales, los dispositivos intrauterinos (DIU) que liberan hormonas (como el DIU con progestágeno), los parches anticonceptivos o los implantes hormonales (como el Depo Provera). El relativamente bajo contenido de estrógeno de la mayoría de los anticonceptivos hormonales reduce el crecimiento del endometrio, por lo que se reduce la cantidad de endometrio que se desprende durante la menstruación. Muchas mujeres consideran esto como un efecto secundario positivo de la anticoncepción hormonal
.
El sangrado menstrual leve es normal en los extremos de la vida reproductiva, es decir, justo después de la pubertad y antes de la menopausia, ya que la ovulación es irregular en ese momento y el endometrio se desarrolla irregularmente.
Otra posible causa de la hipomenorrea es la ausencia de ovulación debida a un bajo nivel de hormona tiroidea, o a niveles altos de prolactina, insulina, andrógeno, o a problemas de regulación de otras hormonas.
A pesar de que estas son causas comunes, la hipomenorrea es, sin embargo, técnicamente una anormalidad del flujo menstrual, y la existencia de otros problemas médicos subyacentes debe ser descartartada por un médico.

## Trastornos que causan hipomenorrea
- Síndrome de Asherman (o adherencias intrauterinas): Puede desarrollar como único síntoma aparente hipomenorrea o amenorrea. La cantidad de déficit de flujo menstrual está estrechamente relacionada con la extensión de las adherencias.[5]

- Tamaño de útero reducido: Debido a que la superficie de sangrado es más pequeña de lo normal. Puede aparecer cuando la cavidad endometrial se ha reducido de tamaño durante una miomectomía u otra operación quirúrgica del útero. Rara vez aparece por hipoplasia (menor candidad de células) uterina puesto que esta normalmente se debe una menor actividad hormonal de los ovarios, que da lugar a menstruaciones infrecuentes (oligomenorrea) en lugar de escasas.

- Factores nerviosos y emocionales: Los factores psicógenos como el estrés debido a los exámenes, o una excitación excesiva sobre un próximo evento pueden causar hipomenorrea. Estos factores suprimen la actividad de los centros del cerebro que estimulan los ovarios durante el ciclo menstrual, produciéndose una reducción de las hormonas (estrógeno y la progesterona) que producen los ovarios.

- Bajo nivel de grasa corporal: El exceso de ejercicio y una dieta de choque pueden causar períodos menstruales escasos si la proporción de grasa corporal cae por debajo de cierto nivel. También puede causar una total ausencia de períodos o amenorrea.[6]

## Diagnóstico
- Análisis de sangre: La mayoría de las causas comunes de la hipomenorrea pueden detectarse mediante un análisis de sangre. Las pruebas sobre niveles de hormonas tales como la hormona foliculoestimulante, la hormona luteinizante, estrógeno, prolactina e insulina son importantes. En el síndrome de ovario poliquístico se presentan altos niveles de insulina y de andrógenos.
- Ecografía: Con una ecografía se puede diagnosticar el grosor del endometrio, el tamaño de los ovarios, el crecimiento de los folículos, la ovulación y posibles anormalidades.
- Otras pruebas: Pruebas como la dilatación y curetaje o la resonancia magnética son necesarias a veces para determinar la causa de la hipomenorrea.

## Tratamiento
A menos que se encuentre una anomalía causal significativa no es necesario más tratamiento que la reconfirmación. En caso contrario, el tratamiento se determina según el diagnóstico de la anomalía causal.